# Deti Don Kichota
Deti Don Kichota (Дети Дон Кихота) è un film del 1965 diretto da Evgenij Efimovič Karelov.